# Axel Bosin
Axel Bosin, född 17 april 1840 i Stockholm, död där 17 december 1910, var en svensk skådespelare, regissör och teaterdirektör.
Bosin var 1863–1883 anställd vid olika teatrar och sällskap, bland annat 1872–1874 som regissör vid Svenska Teatern i Helsingfors. Åren 1868–1869 ledde han Humlegårdsteatern, och 1883–1889 tillsammans med Richard Wagner Södra teatern och Djurgårdsteatern och 1889–1891 ett eget sällskap i landsorten. Mellan 1894 och 1904 och från 1906 var han som regissör knuten vid Albert Ranfts teatrar.
Han gifte sig i Helsingfors 14 juni 1874 med Lotten Dorsch. Paret skilde sig 17 maj 1889.

## Teater

### Regi (ej komplett)
| År   | Produktion                                                      | Upphovsmän                                            | Teater           |
| ---- | --------------------------------------------------------------- | ----------------------------------------------------- | ---------------- |
| 1876 | Jorden runt på 80 dagar Le Tour du monde en quatre-vingts jours | Jules Verne och Adolphe d'Ennery                      | Djurgårdsteatern |
| 1907 | Glada änkan Die lustige Witwe                                   | Franz Lehár, Victor Léon och Leo Stein                | Oscarsteatern    |
| 1908 | Dollarprinsessan Die Dollarprinzessin                           | Leo Fall, Alfred Maria Willner och Fritz Grünbaum     | Oscarsteatern    |
| 1909 | Ljungby horn                                                    | Frans Hedberg                                         | Oscarsteatern    |
| 1910 | Niniche                                                         | Marius Boullard, Maurice Hennequin och Albert Millaud | Djurgårdsteatern |
| 1910 | Duvslaget                                                       | Maurice Hennequin och Pierre Veber                    | Djurgårdsteatern |

### Fotnoter
1. 1 2  Svensk uppslagsbok: Axel Bosin
2. ↑  Axel Bosin i Svenskt biografiskt lexikon
3. ↑  ”Teater och musik”. Dagens Nyheter:  s. 2. 13 juni 1876. http://arkivet.dn.se/arkivet/tidning/1876-07-13/3511/2. Läst 14 augusti 2015.
4. ↑  ”Den glada änkan”. Musikverket. http://calmview.musikverk.se/CalmView/Record.aspx?src=CalmView.Performance&id=PERF24974&pos=31. Läst 4 juni 2015.
5. ↑  ”Dollarprinsessan”. Musikverket. http://calmview.musikverk.se/CalmView/Record.aspx?src=CalmView.Performance&id=PERF24973&pos=41. Läst 4 juni 2015.